# Panilla costipunctata
Panilla costipunctata är en fjärilsart som beskrevs av John Henry Leech 1900. Panilla costipunctata ingår i släktet Panilla och familjen nattflyn. Inga underarter finns listade i Catalogue of Life.